# Bernard de Castelnau
Bernard de Castelnau, né à une date et en un lieu inconnu et mort le 7 mars 1375, était un évêque bénédictin français qui fut, sous le nom de Bernard III, évêque de Saint-Papoul de 1370 à 1375. 

## Biographie
Son origine est inconnue, mais est parfois désignée comme étant le diocèse de Mende puisqu'il est dit être de la famille (proche) du pape Urbain V originaire de ce diocèse.
Il suit une formation monastique bénédictine, puis semble se séculariser puisqu'il est auprès du pape en Avignon durant le pontificat d'Urbain V.
En 1370, l'évêque de Saint-Papoul, Pierre de Cros, est nommé archevêque de Bourges, et Bernard de Castelnau est désigné pour le remplacer.
Il reste cinq ans en poste, jusqu'à sa mort en mars 1375.